# کیریل پیسکلوف
کیریل پیسکلوف (روسی: Кирилл Эдуардович Писклов؛ زادهٔ ۲۲ سپتامبر ۱۹۹۶) بازیکن بسکتبال اهل روسیه است.
وی در مسابقات کشوری و بین‌المللی در مجموع برندهٔ ۱ مدال نقره شده‌است.